# Марлинский пруд
Марлинский пруд (Большой, Приморский, Набережный) — пруд, памятник архитектуры. Расположен в Петергофе, в западной части Нижнего парка.
Пруд положил начало Марлинскому ансамблю; он был выкопан одновременно с Секторальными прудами. Прямоугольный Марлинский пруд был выкопан перед восточным фасадом Марлинского дворца, полукруглый разделённый мостами на сектора пруд — перед западным. Перемычку, на которой планировалось построить дворец, укрепили, после чего в феврале 1720 года началось рытьё котлованов, из вынутой земли создавался Марлинский вал; в работах одновременно участвовало до тысячи человек. К весне 1722 года земляные работы были закончены, отделка берегов (архитектор И. Ф. Браунштейн) шла до 1724 года. Форма дворца Марли изменилась из-за отражения в пруде — для соблюдения пропорций у здания был построен второй этаж.
Пруд был проточным, он получал воду из нагорного ручья и фонтанов. Его окружала деревянная свайная стенка. Кроме декоративной, у пруда была хозяйственная роль — со времён Петра I и до начала XX века тут были садки для рыбы, которую использовали придворные кухни. Рыбу приучили есть после ударов медного колокола, и кормление было одним из придворных развлечений.
У пруда был мраморный настил и клинкер на площадке, но уже к концу XVIII века их заменили на простой кирпич. В 1908 году размеры пруда изменились при возобновлении укрепления берегов А. Миняевым.
Во время оккупации территории в Великую Отечественную войну пруды были полуразрушены; капитальная реставрация состоялась в 1970-е годы. Берега были укреплены бетонной обвязкой, был сделан профилированный гранитный поребрик. К апрелю 2012 года прошла ещё одна реставрация под руководством Рожковой Юлии Александровны.